# 常乐镇 (蓬溪县)
常乐镇，是中华人民共和国四川省遂宁市蓬溪县下辖的一个乡镇级行政单位。

## 行政区划
常乐镇下辖以下地区：
常新社区、炮台村、枣垭村、大路沟村、高层山村、合成村、南岳村、花莲村、中桥村、万寿村、灯会村、拱市村、龙滩村、里安村、马山村、庭英村、银家沟村、新照村、凌霄村、仙人洞村、常郭村、龙宝山村、智慧村和牛家河村。